# Klára Kuzmová
Klára Kuzmová (Érsekújvár, 1955. június 28. – 2022. április 16.) szlovák régész, egyetemi oktató.

## Élete
1973–1978 között végzett a Comenius Egyetem régészet szakán. 1982-ben ugyanott kisdoktori fokozatot szerzett. 1994-ben a nyitrai Régészeti Intézetben szerzett doktori fokozatot. 2004-ben a nyitrai Konstantin Filozófus Egyetemen szerzett docensi fokozatot. 2021-től a Nagyszombati Egyetem professzora volt.
1978–2005 között a nyitrai Régészeti Intézet munkatársa. 1998-tól oktat, majd 2002-től a Nagyszombati Egyetem klasszika archeológia tanszékének belső munkatársa.
1978-tól Ján Rajtárral közösen vezette Izsa-Leányvár újabb modern régészeti kutatását.

## Művei
- 1986 Bisherige Erkenntnise zur Befestigung des Römerkastells in Iža. Slovenská archeológia 34, 185–222. (tsz. Ján Rajtár)
- 1992 Terra sigillata v zbierkach múzea. Podunajské múzeum Komárno. Rímske zbierky III. Komárno
- 1997 Terra Sigillata im Vorfeld des nordpannonischen Limes. Nitra
- 1997 Römische Spolien aus der Mühle von Nové Zámky und ihre kaiserzeitliche und spätere Zusammenhänge. Slovenská archeológia 45, 35–82. (tsz.)
- 1998 Terra sigillata v barbariku. Nitra (tsz. Peter Roth)
- 1999 Vojtech Budinský-Krička a najstaršie dejiny Liptova. Nitra (szerk.)
- 2007 Die Südwestslowakei in der frühen römischen Kaiserzeit. Archeologisches Museum Carnuntinum
- 2010 Rímsky kastel v Iži – výskum 1978–2008. Nitra (tszerk. J. Rajtár)
- 2010 Taviaci téglik z drevozemného tábora v Iži. In: Archeológia barbarov 2009 – Hospodárstvo Germánov. Nitra
- 2011 Terra sigillata z vicusu antickej Gerulaty. Zborník Slovenského národného múzea – Archeológia, 115–140. (tsz. Igor Bazovský)
- 2013 The occurrence and context of terra sigillata beyond the northern frontiers of Pannonia and Noricum. In: Seeing Red. London, University of London, Institute of Classical Studies, 299–305.
- 2017 K osídleniu Chotína v dobe rímskej. Studia Historica Nitriensia 21 – supplementum, 173-193. (tsz. Ján Rajtár – Eva Kolníková)
- 2017 Decorated Central Gaulish Terra Sigillata from Chotín. Studia Historica Nitriensia 21 – supplementum, 437-443.
- 2020 Rímsky oltár s palimpsestom z Iže. Zborník Slovenského Národného Múzea – Archeológia 30. (tsz. Kovács Péter)